# خاندان غیابی شاملو
غیابی (یا غیابی شاملو) (به انگلیسی Ghiabi) نام خاندانی از مشاوران و مباشران شیعه‌ی پر نفوذ و معروف در روسیه و ایران است. نسب دودمان غیابی به حیدر قلی خان غیابی شاملو سفیر کبیر دربار قاجار در روسیه می‌رسد. خاندان غیابی یکی از زیر مجموعه‌های ایل شاملو است.

## تبار و خاستگاه

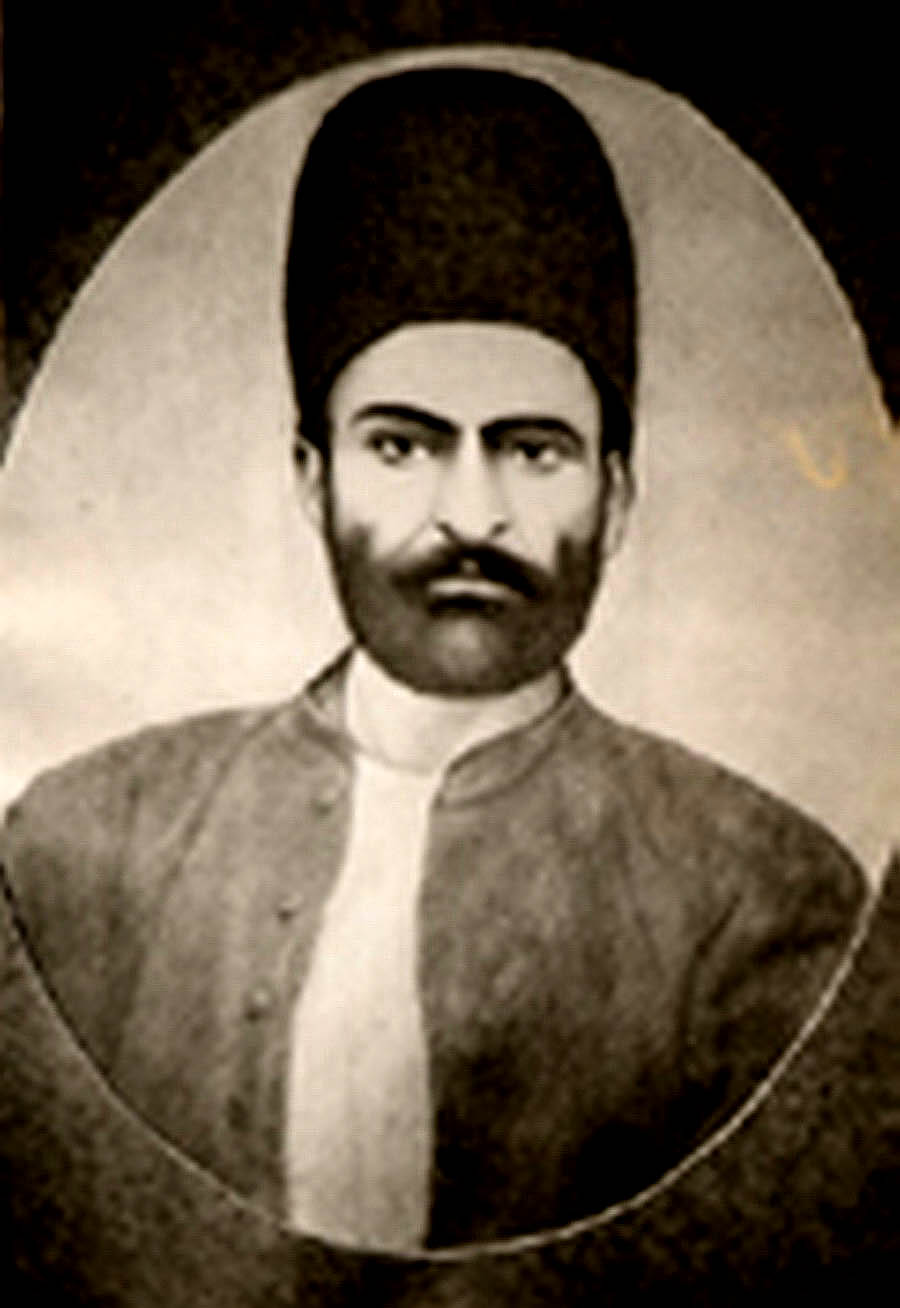
حیدر قلی خان غیابی شاملو یکم

تبار خاندان غیابی به ایل شاملو بازمی‌گردد. شاملوها یکی از هفت ایل اصلی و قدرتمندترین ایل در میان تُرک‌های علوی معروف به قزلباش بودند که در کشور سوریه کنونی(شام) می‌زیسته‌اند. این ایل در گذشته با مهاجرت تُرکمانان به آنجا رسیده و سکونت اختیار کرده بودند. ایل شاملو بعدها هم‌گام با دیگر ایل‌های اغوز به ایران مهاجرت کردند و در تأسیس سلسله صفوی، و به سلطنت رسانیدن شاه اسماعیل صفوی سهم به‌سزایی داشتند. نقش شاملوها از زمان صفویه تا دوران پهلوی به چند محور قابل تقسیم است: فعالیتهای نظامی، تصدّی مناصب و مقامات اداری، دراختیارداشتن حکومت ایالات و عهده‌داری لَلَگی شاهزادگان.

## انشعاب از ایل شاملو
در زمان حکومت قاجار، بزرگان کشور خود را در اطاعت پادشاه وقت یعنی سلطان آقا محمد خان قاجار در می‌گذارند. شاملوها هم از این قاعده مستثنا نبودند و در اردوکشی‌های متعددی شهریاران قاجار را همراهی نمودند. در این دوران ایل شاملو هم مانند ایلات دیگر ایران اسکان گزید و هر شاخه از این ایل مستقلاً به فعالیت پرداخت. به نحوی که دیگر آن جنبهٔ تحرک دسته‌جمعی در رفتارهای جمعی آنها مشاهده نمی‌شد.
خاندان‌های منشعب از ایل شاملو در قم، ساوه، قزوین، ملایر، همدان، تویسرکان، زنجان، میاندوآب، مغان، دزفول، اهواز، مشهد، هرات، ترکمنستان، عراق، شامات، ترکیه، اروپا و روسیه سکنی گزیدند. همین موضوع باعث به وجود آمدن خاندان‌هایی مانند سپهری شاملو، علماء شاملو، غیابی شاملو و غیایی شاملو در دوران قاجاریه شد.
امروزه خاندان‌های متفاوتی از نوادگان خان‌های ایل شاملو در اقصا نقاط ایران، ایالات متحده آمریکا و اروپا به خصوص جنوب فرانسه زندگی می‌کنند. از این میان می‌توان به مرتضی خان سپهری شاملو والی موقوفات عباسقلی‌خان شاملو در مشهد، ایو فرهاد خان غیایی معمار نیویورکی، ابوالقاسم شاملو منتظر مَقدَم والی حمام بیگلر بیگی و رضا غیابی فعال اقتصادی در شهر تهران اشاره کرد.

## وجه تسمیه

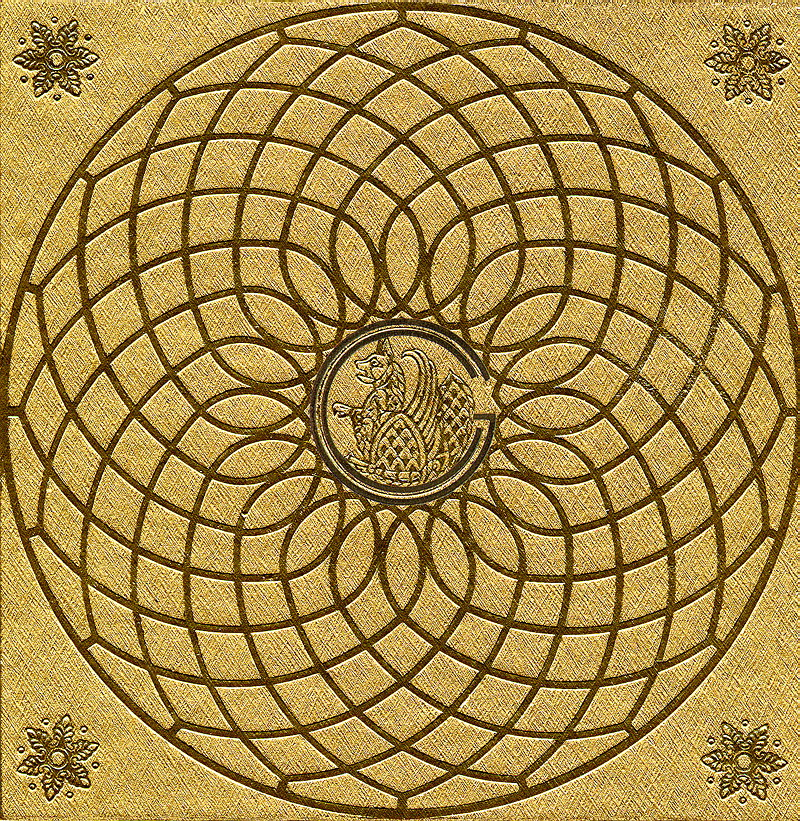
نشان خاندان غیابی و غیایی شاملو که حیدر غیایی از آن برای طرح گنبد کاخ سنا (مجلس خبرگان) ایران استفاده کرده‌است.

پس از منصوب شدن حیدر قلی خان غیابی شاملو یکم به سمت سفیر کبیری دربار قاجار و مهاجرت او به روسیه، او در نامه‌ای به برادر خود نوشت «در … ایل شاملو، غیابی هستم». پس از آن فرزندان او نام غیابی و فرزندان برادرش حسین که ساکن همدان بود، غیایی را برای خود اختیار کردند و دو خاندان نزدیک به هم را شکل دادند.
افراد این دو خاندان در تاریخ ایران به عنوان تصمیم‌سازان و تصمیم‌گیران برجسته مطرح بوده‌اند؛ به طوریکه امروزه هم نشان خانوادگی این خاندان بر سقف مجلس خبرگان (کاخ سنا) نقش بسته‌است؛ طراح و معمار کاخ سنا نیز عضوی از این خاندان بوده‌است.

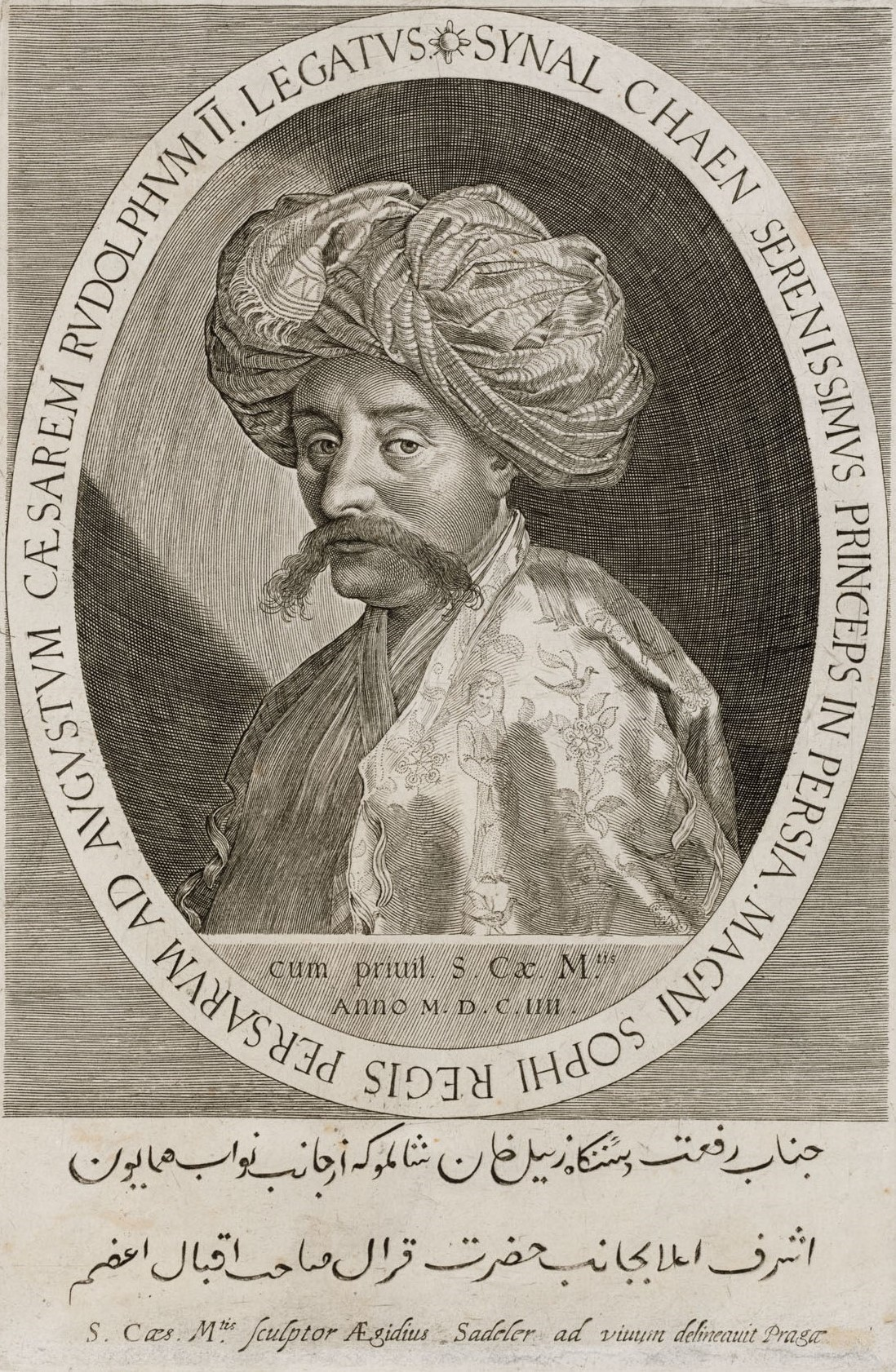
تصویری از زینل خان شاملو (از اجداد خاندان غیابی) و اولین سفیر ایران در کشور اتریش در زمان صفویه، که توسط آگیدیوس سادلر در شهر پراگ به سال ۱۶۰۵ کشیده شده‌است.

|                     |                     |                     |                     |                     |                     |  |  |  |  |  |  |                          |                          |                          |                          |                          |                          |  |  |                    |                    |                    |                    |                    |                    | محمدزمان خان شاملو |  |                           |                           |                           |                           |                           |                           |                          |                          |                          |                          |  |  |                            |                            |                            |                            |                            |                            |  |  |  |  |  |  |                        |                        |                        |                        |                        |                        |  |  |  |  |  |  |  |  |  |  |  |  |  |  |  |  |  |  |  |  |
|                     |                     |                     |                     |                     |                     |  |  |  |  |  |  |                          |                          |                          |                          |                          |                          |  |  |                    |                    |                    |                    |                    |                    |                    |  |                           |                           |                           |                           |                           |                           |                          |                          |                          |                          |  |  |                            |                            |                            |                            |                            |                            |  |  |  |  |  |  |                        |                        |                        |                        |                        |                        |  |  |  |  |  |  |  |  |  |  |  |  |  |  |  |  |  |  |  |  |
|                     |                     |                     |                     |                     |                     |  |  |  |  |  |  |                          |                          |                          |                          |                          |                          |  |  |                    |                    |                    |                    |                    |                    |                    |  |                           |                           |                           |                           |                           |                           |                          |                          |                          |                          |  |  |                            |                            |                            |                            |                            |                            |  |  |  |  |  |  |                        |                        |                        |                        |                        |                        |  |  |  |  |  |  |  |  |  |  |  |  |  |  |  |  |  |  |  |  |
|                     |                     |                     |                     |                     |                     |  |  |  |  |  |  | حیدر قلی خان غیابی شاملو | حیدر قلی خان غیابی شاملو | حیدر قلی خان غیابی شاملو | حیدر قلی خان غیابی شاملو | حیدر قلی خان غیابی شاملو | حیدر قلی خان غیابی شاملو |  |  |                    |                    |                    |                    |                    |                    |                    |  |                           |                           |                           |                           | حسین قلی خان غیایی شاملو  | حسین قلی خان غیایی شاملو  | حسین قلی خان غیایی شاملو | حسین قلی خان غیایی شاملو | حسین قلی خان غیایی شاملو | حسین قلی خان غیایی شاملو |  |  |                            |                            |                            |                            |                            |                            |  |  |  |  |  |  |                        |                        |                        |                        |                        |                        |  |  |  |  |  |  |  |  |  |  |  |  |  |  |  |  |  |  |  |  |
|                     |                     |                     |                     |                     |                     |  |  |  |  |  |  | حیدر قلی خان غیابی شاملو | حیدر قلی خان غیابی شاملو | حیدر قلی خان غیابی شاملو | حیدر قلی خان غیابی شاملو | حیدر قلی خان غیابی شاملو | حیدر قلی خان غیابی شاملو |  |  |                    |                    |                    |                    |                    |                    |                    |  |                           |                           |                           |                           | حسین قلی خان غیایی شاملو  | حسین قلی خان غیایی شاملو  | حسین قلی خان غیایی شاملو | حسین قلی خان غیایی شاملو | حسین قلی خان غیایی شاملو | حسین قلی خان غیایی شاملو |  |  |                            |                            |                            |                            |                            |                            |  |  |  |  |  |  |                        |                        |                        |                        |                        |                        |  |  |  |  |  |  |  |  |  |  |  |  |  |  |  |  |  |  |  |  |
|                     |                     |                     |                     |                     |                     |  |  |  |  |  |  |                          |                          |                          |                          |                          |                          |  |  |                    |                    |                    |                    |                    |                    |                    |  |                           |                           |                           |                           |                           |                           |                          |                          |                          |                          |  |  |                            |                            |                            |                            |                            |                            |  |  |  |  |  |  |                        |                        |                        |                        |                        |                        |  |  |  |  |  |  |  |  |  |  |  |  |  |  |  |  |  |  |  |  |
| سردار علی خان غیابی | سردار علی خان غیابی | سردار علی خان غیابی | سردار علی خان غیابی | سردار علی خان غیابی | سردار علی خان غیابی |  |  |  |  |  |  | محمد حسین خان غیابی      | محمد حسین خان غیابی      | محمد حسین خان غیابی      | محمد حسین خان غیابی      | محمد حسین خان غیابی      | محمد حسین خان غیابی      |  |  | محمد حسن خان غیابی | محمد حسن خان غیابی | محمد حسن خان غیابی | محمد حسن خان غیابی | محمد حسن خان غیابی | محمد حسن خان غیابی |                    |  | حیدر خان غیایی شاملو      | حیدر خان غیایی شاملو      | حیدر خان غیایی شاملو      | حیدر خان غیایی شاملو      | حیدر خان غیایی شاملو      | حیدر خان غیایی شاملو      |                          |                          |                          |                          |  |  |                            |                            |                            |                            |                            |                            |  |  |  |  |  |  | علی‌قلی خان غیایی شاملو | علی‌قلی خان غیایی شاملو | علی‌قلی خان غیایی شاملو | علی‌قلی خان غیایی شاملو | علی‌قلی خان غیایی شاملو | علی‌قلی خان غیایی شاملو |  |  |  |  |  |  |  |  |  |  |  |  |  |  |  |  |  |  |  |  |
| سردار علی خان غیابی | سردار علی خان غیابی | سردار علی خان غیابی | سردار علی خان غیابی | سردار علی خان غیابی | سردار علی خان غیابی |  |  |  |  |  |  | محمد حسین خان غیابی      | محمد حسین خان غیابی      | محمد حسین خان غیابی      | محمد حسین خان غیابی      | محمد حسین خان غیابی      | محمد حسین خان غیابی      |  |  | محمد حسن خان غیابی | محمد حسن خان غیابی | محمد حسن خان غیابی | محمد حسن خان غیابی | محمد حسن خان غیابی | محمد حسن خان غیابی |                    |  | حیدر خان غیایی شاملو      | حیدر خان غیایی شاملو      | حیدر خان غیایی شاملو      | حیدر خان غیایی شاملو      | حیدر خان غیایی شاملو      | حیدر خان غیایی شاملو      |                          |                          |                          |                          |  |  |                            |                            |                            |                            |                            |                            |  |  |  |  |  |  | علی‌قلی خان غیایی شاملو | علی‌قلی خان غیایی شاملو | علی‌قلی خان غیایی شاملو | علی‌قلی خان غیایی شاملو | علی‌قلی خان غیایی شاملو | علی‌قلی خان غیایی شاملو |  |  |  |  |  |  |  |  |  |  |  |  |  |  |  |  |  |  |  |  |
|                     |                     |                     |                     |                     |                     |  |  |  |  |  |  |                          |                          |                          |                          |                          |                          |  |  |                    |                    |                    |                    |                    |                    |                    |  |                           |                           |                           |                           |                           |                           |                          |                          |                          |                          |  |  |                            |                            |                            |                            |                            |                            |  |  |  |  |  |  |                        |                        |                        |                        |                        |                        |  |  |  |  |  |  |  |  |  |  |  |  |  |  |  |  |  |  |  |  |
| قربان‌علی غیابی      | قربان‌علی غیابی      | قربان‌علی غیابی      | قربان‌علی غیابی      | قربان‌علی غیابی      | قربان‌علی غیابی      |  |  |  |  |  |  | سلیمان خان غیابی         | سلیمان خان غیابی         | سلیمان خان غیابی         | سلیمان خان غیابی         | سلیمان خان غیابی         | سلیمان خان غیابی         |  |  | اسلام غیابی        | اسلام غیابی        | اسلام غیابی        | اسلام غیابی        | اسلام غیابی        | اسلام غیابی        |                    |  | ایو فرهاد خان غیایی شاملو | ایو فرهاد خان غیایی شاملو | ایو فرهاد خان غیایی شاملو | ایو فرهاد خان غیایی شاملو | ایو فرهاد خان غیایی شاملو | ایو فرهاد خان غیایی شاملو |                          |                          |                          |                          |  |  | کلود پرویز خان غیایی شاملو | کلود پرویز خان غیایی شاملو | کلود پرویز خان غیایی شاملو | کلود پرویز خان غیایی شاملو | کلود پرویز خان غیایی شاملو | کلود پرویز خان غیایی شاملو |  |  |  |  |  |  |                        |                        |                        |                        |                        |                        |  |  |  |  |  |  |  |  |  |  |  |  |  |  |  |  |  |  |  |  |

## مجادلات
در دی‌ماه ۱۴۰۰ شبکه اطلاع‌رسانی راه دانا گزارشی تحلیلی مبنی بر فعالیت‌های اقتصادی انحصارطلبانه اعضای خاندان و خانواده غیابی منتشر کرد و نوشت: 
ردپای قدرت این خاندان از به عهده‌گیری فعالیتهای نظامی، دیوانی، حکومتی و تربیت فرزندان شاهان صفوی، تا زمان قجر و پهلوی و حتی بعد از انقلاب قابل مشاهده است. شاهد نفوذ این خاندان آن است که نشان خانوادگی‌شان بر سقف ساختمان مجلس خبرگان رهبری نقش بسته که در گذشته کاخ سنا نامیده می‌شده‌است. بعضی از افراد این خانواده که با هوشمندی خود را «غیایی» هم می‌نامیده‌اند به‌طور علنی خودرا فراماسون معرفی کرده‌اند. می‌شود به دیگر خان و خانزاده‌های این خانواده هزارتو اشاره کرد که در ظاهر نامی جز تولیت موقوفاتی مثل مدرسه عباسقلی‌خان در مشهد، یا حمام بیگلر بیگی از آنها جایی دیده نمی‌شود، اما در باطن شامل سهامداری چند ده کارخانه مانند کبریت سازی توکلی، کفش بلا، کاترپیلار و … در زمان پهلوی و همچنین بعد از انقلاب می‌شود.

در پاسخ گزارش به این مقاله، رضا غیابی فعال اقتصادی معاصر و یکی از افرادی که در گزارش به نام او اشاره شده بود در یادداشتی زیر عنوان «پاسخی به یک گزارش… این راه ما نیست» نوشت:
در خبر تلاش شده با ایجاد وهم، نقش ایل شاملو و خاندان غیابی «مخفی و سری» جلوه داده شود. حال آنکه بر اهل تحقیق پوشیده نیست که در مورد سابقهٔ آن ایل خدوم و همچنین خاندان غیابی شاملو در منابع بسیاری از جمله تاریخ ایران (سرجان ملکم)، احسن التواریخ (حسن روملو)، جامع التواریغ (رشیدالدین فضل ا…همدانی)، تاریخ جهان آرا (قاضی احمد غفاری)، ظفرنامه (شرف الدین علی یزدی) و البته تاریخ بیگدلی شاملو (دکتر غلامحسین بیگدلی) مطالب بسیار آمده و حتی در روزگار معاصر هم این ایل و خاندان‌هایش موضوع تحقیقات دانشگاهی می‌شوند. پس موضوع نه مخفی‌ست و نه محرمانه بلکه موضوع تاریخی‌ست و می‌تواند بسته به زاویه دید راوی و خوانندهٔ آن به قضاوت‌های متفاوت بینجامد. لازم است ذکر شود که نسبت با این خاندان برای نگارنده هیچ‌گاه ابزار تفاخر نبوده چرا که اعتقاد داریم امروزه «هویت» در اموری فراتر از این موضوعات تعریف می‌گردد و نمی‌توان با گذشته‌گرایی به استقبال آینده رفت». رضا غیابی فرزند اسلام غیابی از خاندان غیابی است که نسبش به محمدزمان خان شاملو می‌رسد. 

## مشاهیر
- حیدر قلی خان غیابی شاملو یکم (سفیر ایران در روسیه)
- علی اکبر خان غیابی شاملو
- منوچهر غیایی شاملو (فرماندار تهران)
- رضا خان غیابی شاملو (شاعر، تاجر و سفیر ایران در زمان پهلوی یکم)
- حیدر قلی خان غیایی شاملو دوم
- ایو فرهاد خان غیایی شاملو
- رضا غیابی (مشاور مدیریت و فعال اقتصادی معاصر)